# 明石家さんまのコンプレッくすっ杯
『明石家さんまのコンプレッくすっ杯』（あかしやさんまのコンプレッくすかっぷ）は、2013年から2018年まで朝日放送の制作により、テレビ朝日系列で不定期に放送されていたトークバラエティ番組である。

## 概要
当番組は、さまざまなコンプレックスを持った芸能人がそれぞれ共通のコンプレックスを持った者同士のチームに分かれてトーク合戦を行い、ポイント獲得を競うバラエティ番組である。
出場者チーム分けでは「貧乏」「薄毛」「おデブ」などが定番である。
司会は、明石家さんまが務める。
各チームのメンバーは、コンプレックスを持った者にしかわからない「ならでは体験」を「悲劇体験」「ごまかしテクニック」「ありえない奇跡」「自宅公開VTR」などのコーナーごとにちょっと笑える面白エピソードとして披露。審査員による審査が行われてその結果によってポイントが与えられ、最も多かったチームが優勝となる。また第2回からは2ブロックに分かれての予選が行われ、その1位チーム同士による決勝戦が行われる形になった。
審査員は関根勤、勝俣州和、風間トオルが比較的多く出演している。風間については当初出場者側だったが、その極端な貧乏エピソードから「貧乏レジェンド」として審査員に昇格した。ただし回によっては出場者に復帰することもある。
さんまはテレビ朝日の番組出演に消極的だが（「明石家さんま」の項を参照）、当番組は在阪局・朝日放送の制作であるため、問題なく出演している。したがって2018年まで、テレビ朝日系列でさんまが唯一出演する番組となっていた。

## 出演者

### 司会
- 明石家さんま

### アシスタント
- 斎藤真美（朝日放送アナウンサー）

### ナレーション
- 森本レオ、三村ロンド

### 審査員
- 第1回
  - 関根勤、高橋真麻、ローラ
- 第2回
  - 剛力彩芽、関根勤、平愛梨、高橋真麻、生瀬勝久、村田諒太
- 第3回
  - 勝俣州和、風間トオル、SHELLY、潮田玲子、篠田麻里子、羽鳥慎一、萬田久子
- 第4回
  - 青木宣親、風間トオル、河北麻友子、鈴木砂羽、鈴木奈々、関根勤、羽鳥慎一
- 第5回
  - 哀川翔、勝俣州和、キムラ緑子、剛力彩芽、鈴木浩介、関根勤、松岡茉優、YOU
- 第6回
  - 浅田美代子、内田有紀、風間トオル、勝俣州和、佐藤隆太、志田未来、関根勤、松井愛莉
- 第7回
  - 風間トオル、勝俣州和、北乃きい、関根勤、浜口京子、藤田ニコル、山本裕典、和田アキ子
- 第8回
  - 新木優子、勝俣州和、草刈民代、沢村一樹、鈴木杏樹、関根勤、田中みな実、中丸雄一
- 第9回
  - 関根勤、風間トオル、勝俣州和、筧利夫、剛力彩芽、田中道子、山本舞香、岡副麻希
- 第10回
  - 関根勤、勝俣州和、風間トオル、陣内孝則、土屋アンナ、新妻聖子、池田エライザ、池田美優
- 第11回
  - 関根勤、風間トオル、勝俣州和、沢村一樹、剛力彩芽、高橋真麻、道重さゆみ

### ゲスト（代表チーム、出場メンバー）
※優勝チームは、代表チーム名の前に"★"。準優勝チームは"☆"を表記。
第1回
- おデブ代表：石塚英彦（ホンジャマカ）、内山信二、渡辺直美、真矢（LUNA SEA）
- ★貧乏代表：風間トオル、森口博子、桑田彩、石田明（NON STYLE）
- ☆変ボイス代表：天龍源一郎、清水よし子（ピンクの電話）、冨浦智嗣、小沢一敬（スピードワゴン）　
- コワモテ代表：白竜、田中要次、木村祐一、佐藤哲夫（パンクブーブー）

第2回
Aブロック
- ★貧乏代表：風間トオル、川越達也、アンミカ、小沢一敬（スピードワゴン）　
- 薄毛代表：モト冬樹、やくみつる、山本浩之、坪倉由幸（我が家）
- 田舎者代表：峰竜太、永井大、新山千春、大悟（千鳥）

Bブロック
- おデブ代表：渡辺徹、豊ノ島、中島啓江、バービー（フォーリンラブ）
- 大アゴ代表：阿藤快、白鳥久美子（たんぽぽ）、コカドケンタロウ（ロッチ）、門倉健
- ☆デカ女代表：和田アキ子、大林素子、田丸麻紀、道端アンジェリカ

第3回
Aブロック
- 貧乏代表：神室舞衣、高木美保、原口あきまさ、布施博
- ★おデブ女代表：浦朋恵（サックス奏者）、杉本美香、やしろ優、渡辺直美
- イメージ強代表：杉本彩、鈴木正幸、野村宏伸、ヨネスケ

Bブロック
- デカ男代表：荒俣宏、川合俊一、千原せいじ（千原兄弟）、中村昌也
- チビ男代表：尾木直樹、河本準一（次長課長）、猫ひろし、山田たかお
- ☆田舎代表：大悟（千鳥）、野口五郎、長谷川初範、眞鍋かをり

第4回
Aブロック
- 薄毛代表：江口直人（どぶろっく）、佐藤紳哉（棋士）、武藤敬司、モト冬樹
- ★彼氏できない代表：近藤春菜（ハリセンボン）、ざわちん、春香クリスティーン、 渡辺直美　　
- 田舎者代表：伊吹吾郎、大友康平、大悟（千鳥）、友利新

Bブロック
- 貧乏代表：いっこく堂、重盛さと美、博多大吉（博多華丸・大吉）、美保純
- ☆浮世離れ代表：有村昆、丸山茂樹、未唯（ピンク・レディー）、和田アキ子
- コワモテ代表：小沢仁志、小峠英二（バイきんぐ）、品川祐（品川庄司）、やべきょうすけ

第5回
Aブロック
- ★貧乏代表：大場久美子、風間トオル、木下隆行（TKO）、仁支川峰子
- ブレイクし過ぎた代表：晃（元フィンガー5）、小林綾子、長江健次、堀江淳
- 強すぎる女代表：神取忍（プロレス）、杉本美香、デヴィ夫人、山本美憂（レスリング）

Bブロック
- 兄弟代表：上田啓介（上田晋也（くりぃむしちゅー）の兄）、北野大（ビートたけしの兄）、KENTA（ダルビッシュ有の弟）、佐田玲子（さだまさしの妹）
- 男運悪い代表：いとうあさこ、大林素子、ダレノガレ明美、森崎友紀
- ☆目つき鋭い代表：木下ほうか、大悟（千鳥）、千原ジュニア（千原兄弟）、的場浩司

第6回
Aブロック
- おデブ女代表：斉藤こず恵、ゆいP（おかずクラブ）、頼経明子、渡辺直美
- ☆ガッカリ亭主代表：蛭子能収、中山秀征、藤本敏史（FUJIWARA）、元木大介
- スキャンダル代表：陣内智則、布川敏和、矢口真里、山路徹

Bブロック
- ★貧乏代表：具志堅用高、クリス・ハート、中川礼二（中川家）、緑川静香
- 薄毛代表：菊地幸夫、小杉竜一（ブラックマヨネーズ）、獣神サンダー・ライガー、渡部陽一
- ウザがられる女代表：ダレノガレ明美、遠野なぎこ、西川史子、misono

第7回
Aブロック
- 貧乏代表：ガッツ石松、佐伯チズ、サヘル・ローズ、肥後克広（ダチョウ倶楽部）
- ☆デカ女代表：落合真理、しずちゃん（南海キャンディーズ）、滝沢沙織、マッハ文朱
- 懐かしいと言われちゃう代表：岡崎友紀、城みちる、田中昌之（元クリスタルキング）、宮路オサム（殿さまキングス）

Bブロック
- ★おデブ代表：安藤なつ（メイプル超合金）、岡本知高、浜亮太、彦摩呂
- 田舎代表：生駒里奈（当時乃木坂46）、岡崎朋美、小峠英二（バイきんぐ）、梨衣名
- うっかり代表：宇野勝（元中日ドラゴンズ）、松本伊代、Mr.マリック、峰竜太

第8回
Aブロック
- ★貧乏代表：風間トオル、中村昌也、兵動大樹（矢野・兵動）、三秋里歩（元NMB48）
- おデブ代表：安藤なつ（メイプル超合金）、塚地武雅（ドランクドラゴン）、把瑠都、藪恵壹
- 大舞台でやっちゃった代表：川合俊一、G.G.佐藤、田中光、谷口浩美

Bブロック
- 顔濃い代表：今井華、斉藤慎二（ジャングルポケット）、宍戸開、永島昭浩
- ☆薄毛代表：斎藤司（トレンディエンジェル）、不破万作、モト冬樹、矢幡洋
- ウソついてました代表：木根尚登（TM NETWORK）、小峠英二（バイきんぐ）、瀬川瑛子、夏川純

第9回
Aブロック
- ブサ顔代表：蛍原徹（当時雨上がり決死隊）、岩尾望（フットボールアワー）、保田圭、箕輪はるか（ハリセンボン）
- ☆子供にナメられる代表：濱口優（よゐこ）、小島よしお、斎藤司（トレンディエンジェル）、鈴木奈々
- 田舎代表：藤あや子、尾木直樹、井森美幸、黒瀬純（パンクブーブー）

Bブロック
- ★貧乏代表：秋野暢子、彦摩呂、はるな愛、高橋ユウ
- 変声代表：椿鬼奴、真栄田賢（スリムクラブ）、金田朋子、廣田あいか（当時私立恵比寿中学）
- 結婚できない代表：森口博子、大久保佳代子（オアシズ）、馬場典子、熊切あさ美

第10回
Aブロック
- ★貧乏代表：風間トオル、デヴィ夫人、アンミカ、中川礼二（中川家）
- 薄毛代表：泉谷しげる、モーリー・ロバートソン、佐野慈紀、小峠英二（バイきんぐ）
- ブサ顔代表：研ナオコ、岩尾望（フットボールアワー）、やついいちろう（エレキコミック）、誠子（尼神インター）

Bブロック
- おデブ代表：KONISHIKI、彦摩呂、安藤なつ（メイプル超合金）、前川侑那（前川清の娘）
- ☆子供にナメられる代表：ジミー大西、みやぞん（当時ANZEN漫才）、アキラ100%、小宮浩信（三四郎）
- 田舎代表： 細川たかし、長谷川初範、竹内力、大悟（千鳥）

第11回
Aブロック
- 借金代表：黒沢年雄、林マヤ、貴闘力、木本武宏（TKO）
- ☆裸芸人代表：小島よしお、とにかく明るい安村、アキラ100%、ウエスP
- 結婚できない代表：有森也実、紫吹淳、光浦靖子（オアシズ）、LINA（MAX）

Bブロック
- ★天然代表：八代亜紀、中西学、若槻千夏、銀シャリ（鰻和弘、橋本直）
- ペチャパイ代表：田中雅美、鈴木奈々、堀田茜、誠子（尼神インター）
- 被害にあっちゃった代表：大和田伸也、石田純一、太田光代、久保田かずのぶ（とろサーモン）

街角コンプレッくすっ（VTR出演）
- モト冬樹、安藤なつ（メイプル超合金）

## 放送日
| 回数   | 放送日                    | 放送時間（JST） | 放送タイトル                                        | 備考 |
| ------ | ------------------------- | --------------- | --------------------------------------------------- | --- |
| 第1回  | 2013年7月7日 （日曜日）   | 15:30 - 17:25   | 明石家さんま主催 ならでは体験!THEコンプレッくすっ杯 | - 関西ローカル - キー局であるテレビ朝日でも 同年9月7日（土曜日）13:59 - 16:00に 『スペシャルサタデー・第2部』枠で遅れネット。 |
| 第2回  | 2014年1月10日 （金曜日）  | 19:04 - 21:48   | 明石家さんまのコンプレッくすっ杯                    | |
| 第3回  | 2014年5月9日 （金曜日）   | 19:04 - 21:48   | 明石家さんまのコンプレッくすっ杯                    | |
| 第4回  | 2014年12月19日 （金曜日） | 19:00 - 21:48   | 明石家さんまのコンプレッくすっ杯                    | |
| 第5回  | 2015年3月27日 （金曜日）  | 19:00 - 21:48   | 明石家さんまのコンプレッくすっ杯                    | |
| 第6回  | 2015年9月18日 （金曜日）  | 19:00 - 21:48   | 明石家さんまのコンプレッくすっ杯                    | |
| 第7回  | 2016年3月18日 （金曜日）  | 19:04 - 21:48   | 明石家さんまのコンプレッくすっ杯                    | |
| 第8回  | 2016年9月23日 （金曜日）  | 19:00 - 21:48   | 明石家さんまのコンプレッくすっ杯                    | |
| 第9回  | 2017年3月24日 （金曜日）  | 19:00 - 21:48   | 明石家さんまのコンプレッくすっ杯                    | |
| 第10回 | 2017年9月22日 （金曜日）  | 19:00 - 21:48   | 明石家さんまのコンプレッくすっ杯                    | |
| 第11回 | 2018年3月19日 （月曜日）  | 19:00 - 21:48   | 明石家さんまのコンプレッくすっ杯                    | 月曜日に放送されるのは今回が初となる。                                                                                        |

- 2016年3月までは基本的には、金曜21時台に朝日放送制作枠が存在する関係上の金曜日のゴールデンタイムでの放送だが、同年4月に金曜21時枠の『世界の村で発見!こんなところに日本人』が火曜21時枠に移動し、金曜21時枠がテレビ朝日制作枠[2]になってからも、引き続き金曜日に放送されている（第11回除く）[3][4]。
- 2018年3月の第11回を最後に放送実績がなく、事実上の休眠状態にある。